# Kochrezept

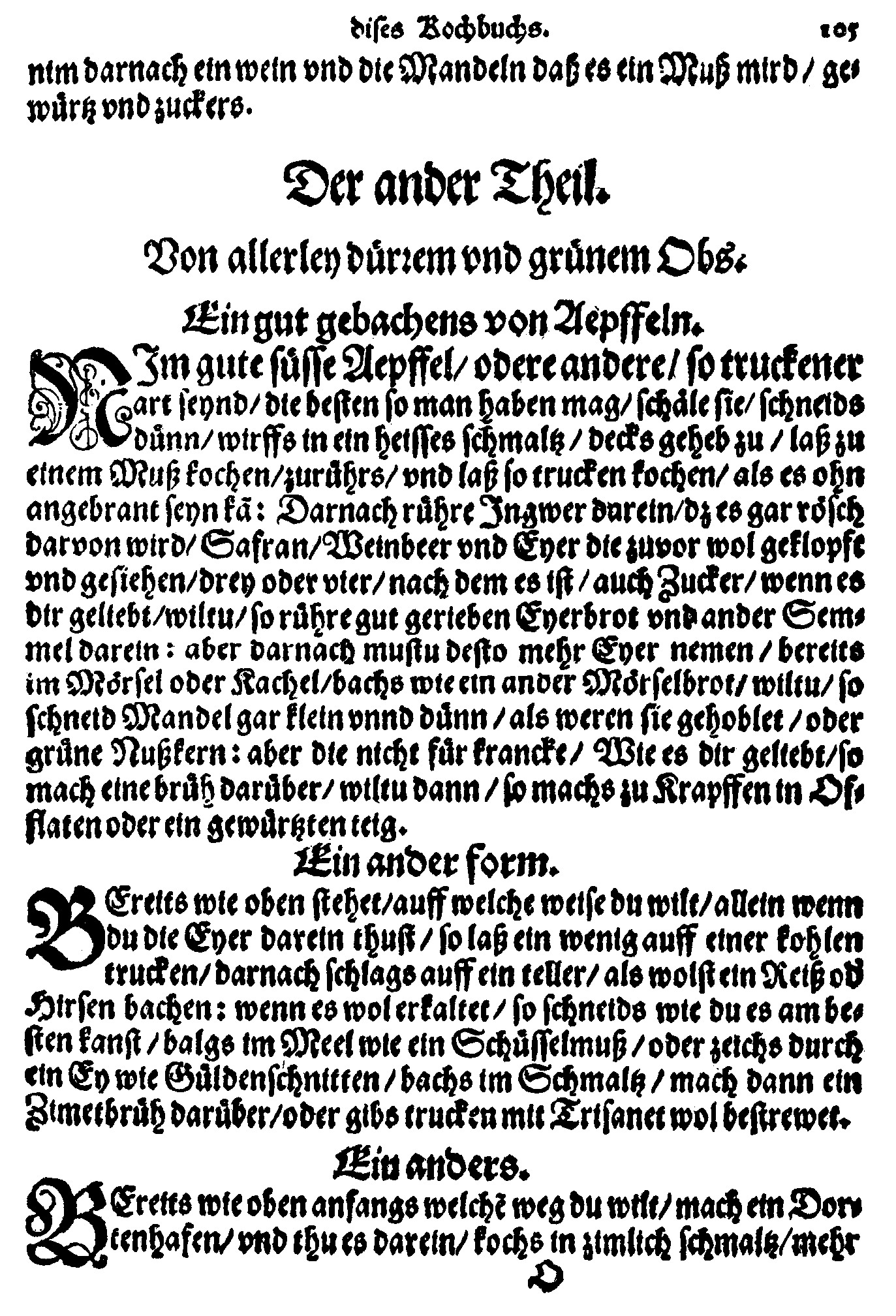
Rezept aus einem Kochbuch von 1598 von Anna Weckerin

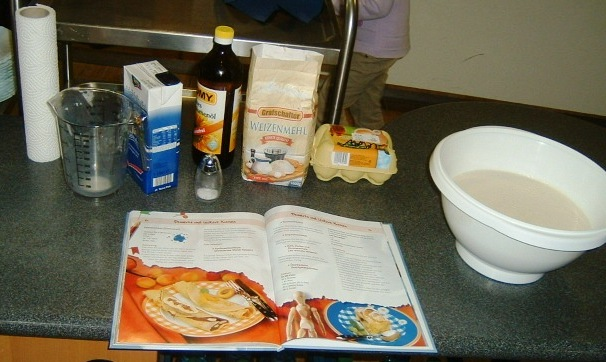
Backrezept mit den bereitgestellten Zutaten, hier für Crêpe

Ein Kochrezept ist eine planmäßige Anweisung zur Zubereitung eines bestimmten Gerichts. Kochrezepte existierten schon in vorchristlicher Zeit, zuerst in Indien, China und Griechenland. Heutzutage handelt es sich bei ihnen meist um detaillierte Arbeitsanweisungen, die in der Regel in Kochbüchern zusammengefasst werden.
Manchmal werden auch Rezepte für die Kalte Küche umgangssprachlich als Kochrezepte bezeichnet.
Es gibt auch Websites, auf denen man die zahlreiche Rezepte in Textform (teils mit Videos und Werbung) abrufen kann.
Im übertragenen Sinn versteht man unter einem „Kochrezept“ (in gleicher Weise wie unter „Kochbuch“) auch eine einfach ausführbare Anleitung, um in beliebigem Zusammenhang ein Problem zu lösen oder ein gewünschtes Ergebnis zu erzielen. Dabei wird der Begriff oft ironisch gebraucht, um deutlich zu machen, dass eine einfache Anleitung eben nicht geeignet ist, um vielschichtigen Wirkungszusammenhängen z. B. in der Sozialpsychologie oder Politik gerecht zu werden (vgl. Stammtischniveau).

## Formen
Früher nannten Kochrezepte für vorwiegend erfahrene, nicht auf detaillierte Informationen angewiesene Köche oft nur die Zutaten und ihre Zubereitung, aber keine Mengen-, Temperatur- und Zeitangaben.
Die meisten Rezepte lassen sich mehr oder weniger frei interpretieren – die Gerichte erhalten dadurch eine persönliche Note. Das Mengenverhältnis sollte allerdings insbesondere bei Backrezepten möglichst exakt eingehalten werden, da hier schon kleinere Ungenauigkeiten die Qualität des Ergebnisses beeinträchtigen können. Um dies zu vermeiden, verwendet man mitunter auch relative Maße wie das Eischwer.
Bei Mengenangaben haben sich aus praktischen Gründen und aus regionaler Tradition auch unpräzise Einheiten und Maße erhalten. Besonders die „praktischen Küchenmaße“ wie Tasse, Esslöffel oder Prise statt „0,x Gramm“ können problematisch sein, da es für Alltagsgegenstände wie Tassen und Löffel keine Einheitsmaße gibt. Jedoch finden sich in den meisten Kochbüchern entsprechende Übersichten, denen man die ungefähre Entsprechung dieser Maße in Gramm, Milliliter etc. entnehmen kann. Im angelsächsischen Raum (US-amerikanische und alte britische und kanadische Rezepte) sind die Maßeinheiten cup, tablespoon und teaspoon normiert und jeweils gestrichen zu verwenden. Eine dortige Besonderheit ist, dass nicht nur Flüssigkeiten, sondern auch feste Zutaten wie Mehl, Zucker, Butter und Backpulver über das Volumen gemessen anstatt gewogen werden.
- 1 c./cu. = 1 cup = 16 tablespoons = 0,5 pint = 0,237 l ≈ 1/4 l[3]
- 1 tbsp. = 1 tablespoon = 3 teaspoons = 0,5 fluid ounce = 14,8 ml
- 1 tsp. = 1 teaspoon = 4,93 ml

Verbreitet sind inzwischen auch in Deutschland verfügbare Löffelsätze mit folgenden Größen:

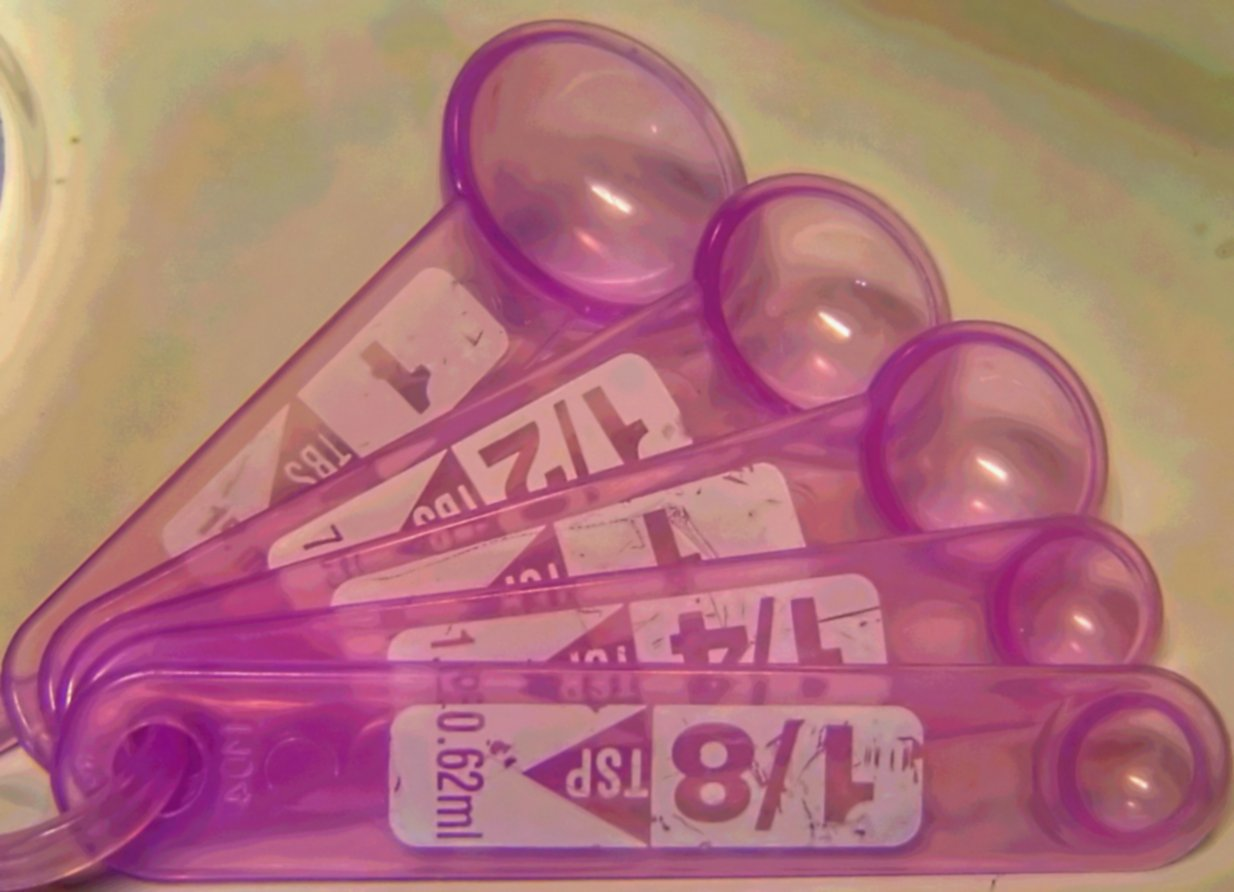
Amerikanische Messlöffel

- 1   cu   = 237    ml ≈ 250    ml
- 1/2 cu   = 118    ml ≈ 125    ml
- 1/3 cu   =  79    ml ≈  80    ml
- 1/4 cu   =  59    ml ≈  60    ml
- 1/8 cu   =  30    ml ≈  30    ml
- 1   tbsp =  14,8  ml ≈  15    ml
- 1/2 tbsp =   7,4  ml ≈   7,5  ml
- 1   tsp  =   4,93 ml ≈   5    ml
- 1/2 tsp  =   2,46 ml ≈   2,5  ml
- 1/4 tsp  =   1,23 ml ≈   1,25 ml